# Église Notre-Dame du Mont-Harou
Pour les articles homonymes, voir Église Notre-Dame.
L'église Notre-Dame du Mont-Harou est une église catholique située à Moutiers-au-Perche, dans le département de l'Orne.

## Histoire
Peu après le retour du comte Rotrou III du Perche de la première croisade, les moines de l'abbaye Saint-Laumer obtiennent un certain nombre de privilèges pour rétablir une vie monastique sur le berceau de leur fondateur. Après avoir rétabli les bâtiments près de la Corbionne (sur l'emplacement supposé de l'ancienne abbaye de Corbion), les moines, aidés des villageois construisent une grande église à flanc de coteau.
Dans un premier temps, l'église semble avoir été nommée église Saint-Laumer de Corbion, puis est devenue Notre-Dame de Mont-Harou lorsque le nom du village a évolué vers Moutiers-au-Perche. Jusqu'à la Révolution, elle est restée une dépendance de l'abbaye de Blois, avant que cette dernière ne soit dissoute.
L'église est agrandie ou modifiée à plusieurs reprises. Elle est classée au titre des monuments historiques depuis le 18 novembre 1941.

## Architecture et décoration
L'église présente des éléments datant des XIe, XIIIe, XVe et XVIe siècles. L'orgue datant de 1590 environ, installé dans un buffet de 1716, restauré en 1990 par le facteur d'orgue Jean-François Dupont, compte neuf jeux.
Le portail de l'église est un portail de type roman. Au plafond de la sacristie, une des plus belles fresques encore existantes du Perche représente le Christ en majesté entouré des quatre Évangélistes.